# Aminatou Diallo-Bah
Aminatou Diallo-Bah, née en 1931 à Diari, morte en 2024 à Labé, est une géographe et  universitaire guinéenne.

## Biographie

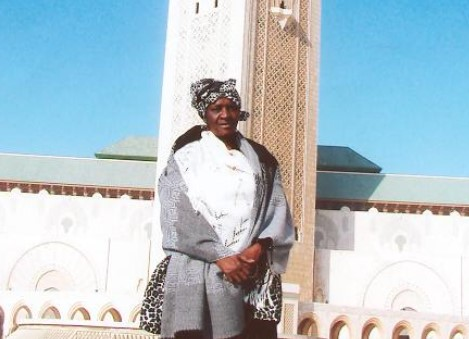
Hadja Aminatou devant la mosquée de Casablance, Maroc

Première femme universitaire de Guinée, Mme Bah née Aminatou Diallo est l’épouse d'Ibrahima Caba Bah.  Née à Diari, dans le cercle de Labé dans l’actuelle République de Guinée, Afrique de l'Ouest en 1931. Elle fit ses études primaires à Labé, puis au collège des jeunes filles de Rufisque au Sénégal avant de devenir la première universitaire de Guinée à l’Université de Bordeaux, France en 1960.
Rentrée en Guinée elle deviendra tour à tour professeur de Géographie au Lycée technique de Conakry, puis professeur d’université à l’institut Polytechnique de Kankan et l’institut Polytechnique Gamal Abdel Nasser de Conakry. En 1985 elle est la première directrice de l’Institut Géographique National de Guinée et auteure de la première carte géographique de Guinée, de la ville de Conakry et de nombreux livres scolaires.
Après sa retraite, elle se consacre à l’apprentissage de la langue arabe pour pouvoir traduire en français et en fulfuldé et publier les manuscrits de son père Modi Amadou Laria qui a chroniqué la vie dans le village de Diari pendant la période coloniale. Le livre intitulé Chroniques de Diari sera publié en 2004.
Elle émigre au Canada et devient membre de l’Association des Géographes du Canada. Elle participe à plusieurs conférences à Moncton, Saskatoon. Elle est membre fondatrice du Salon du Livre francophone de Toronto, Ontario, Canada[réf. nécessaire]..
Elle décède le 4 octobre 2024 à Labé en Guinée.